# EV Большой Медведицы
EV Большой Медведицы (лат. EV Ursae Majoris) — поляр, двойная катаклизмическая переменная звезда типа AM Геркулеса (AM) в созвездии Большой Медведицы на расстоянии приблизительно 2154 световых лет (около 661 парсека) от Солнца. Видимая звёздная величина звезды — от +21m до +17m.

## Характеристики
Первый компонент — аккрецирующий белый карлик.